# لنی لارسن کائورین
لنی لارسن کائورین (انگلیسی: Leni Larsen Kaurin؛ زادهٔ ۲۱ مارس ۱۹۸۱) بازیکن فوتبال اهل نروژ است.
از باشگاه‌هایی که در آن بازی کرده‌است می‌توان به باشگاه فوتبال ۱.اف‌اف‌سی توربین پوتسدام، باشگاه فوتبال زنان وولفسبورگ، باشگاه فوتبال آینتراخت فرانکفورت (زنان)، و باشگاه فوتبال وولفسبورگ اشاره کرد.
وی همچنین در تیم ملی فوتبال زنان نروژ بازی کرده‌است.